# Ferrocarriles Argentinos
Ferrocarriles Argentinos S.A. (FASA) o simplemente Ferrocarriles Argentinos, creada por ley 27.132, es el nombre del holding público que administra desde 2015 parte de la red ferroviaria argentina. Funciona como organismo coordinador de distintas unidades específicas responsables del  de servicios de cargas y logística. Tomó el nombre y el logotipo de la empresa homónima previa al concesionamiento de servicios de la década de 1990. 
En 2014 el Ministerio del Interior y Transporte había comenzado a utilizar el nombre Trenes Argentinos, marca reemplazada por Ferrocarriles Argentinos tras la creación de la nueva sociedad. Durante el gobierno de Mauricio Macri, la empresa volvió a utilizar de forma comercial el nombre de Trenes Argentinos. Finalmente, el 8 de marzo de 2021 se llevó a cabo el relanzamiento y puesta en funcionamiento del holding ferroviario nacional, unificando así las diferentes operadoras ferroviarias que poseía el Estado.

## Historia

### Antecedentes
El anuncio de la creación de Ferrocarriles Argentinos fue realizado por la entonces presidenta Cristina Fernández de Kirchner durante la apertura de las sesiones ordinarias del Congreso, el 1 de marzo de 2015. Al día siguiente, el poder ejecutivo dejó sin efecto los contratos de dos empresas, encargadas de la administración de cuatro líneas suburbanas del área metropolitana de Buenos Aires: Corredores Ferroviarios, del grupo Roggio, administraba las líneas San Martín y Mitre y Argentren, del grupo Emepa, que administraba las líneas Belgrano Sur y Roca.

### El proyecto de ley

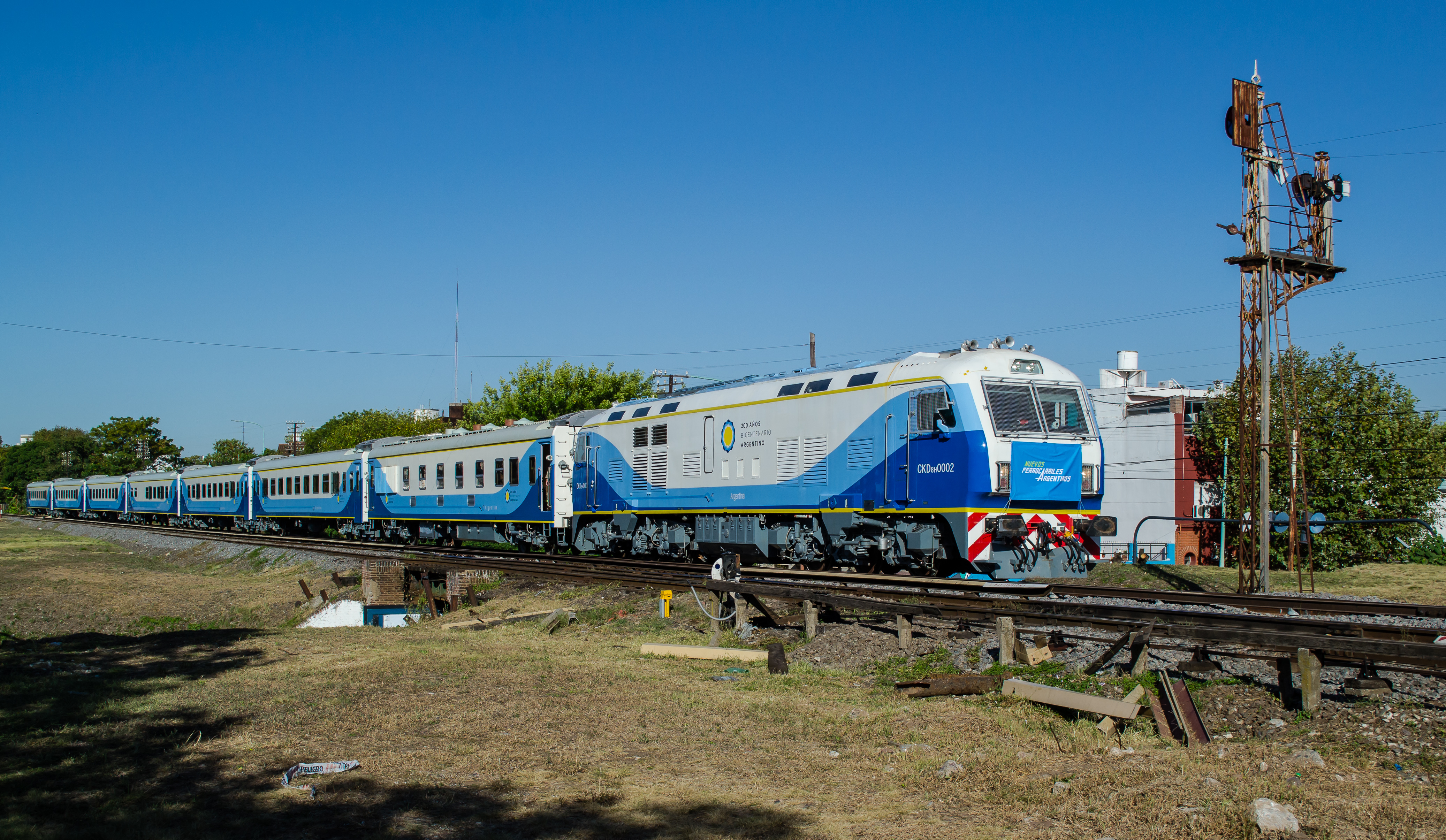
Primer servicio comercial del tren n.º 277 Retiro - Rosario. La nueva empresa operará trenes de pasajeros y cargas.

El proyecto de ley enviado al congreso prevé que el Estado recupere la administración de la totalidad de la infraestructura que en 2015 estaba fragmentada en distintos operadores. También habilita al poder Ejecutivo a poner bajo análisis todas las concesiones y contratos vigentes, tanto de pasajeros como de cargas.
El 8 de abril de 2015 la Cámara de Diputados aprobó y remitió al Senado el proyecto de ley con 223 votos a favor, 5 en contra y 6 abstenciones.
El 15 de abril de 2015, la Cámara de Senadores convirtió en ley al proyecto con 53 votos a favor y 2 en contra (Fernando Solanas y Norma Morandini).

### Relanzamiento
En el marco del Plan de Modernización del Transporte Ferroviario lanzado en 2020 por el Ministerio de Transporte de la Nación, el 8 de marzo de 2021 se inauguraron las oficinas de Ferrocarriles Argentinos Sociedad del Estado en la Estación “Plaza Constitución”. En el acto de inauguración, el entonces ministro de Transporte, Mario Meoni, afirmó: “Estoy sumamente satisfecho que, con todo este equipo de trabajo, en este año y dos meses de gestión, con tantas dificultades como las que heredamos y como fue la pandemia, pudimos de todas maneras progresar, crecer y seguir adelante. Y así, hoy ponemos en marcha Ferrocarriles Argentinos para tener un ferrocarril mucho más moderno y mucho más ágil, a la altura de las circunstancias de nuestro país y pensando en un verdadero desarrollo integral de la Argentina”.
En 2025 la empresa cambió su tipo de figura jurídica a sociedad anónima, en el marco del Decreto de Necesidad y Urgencia 70/2023 que estableció la conversión a S.A. de todas las empresas estatales.

## Estructura

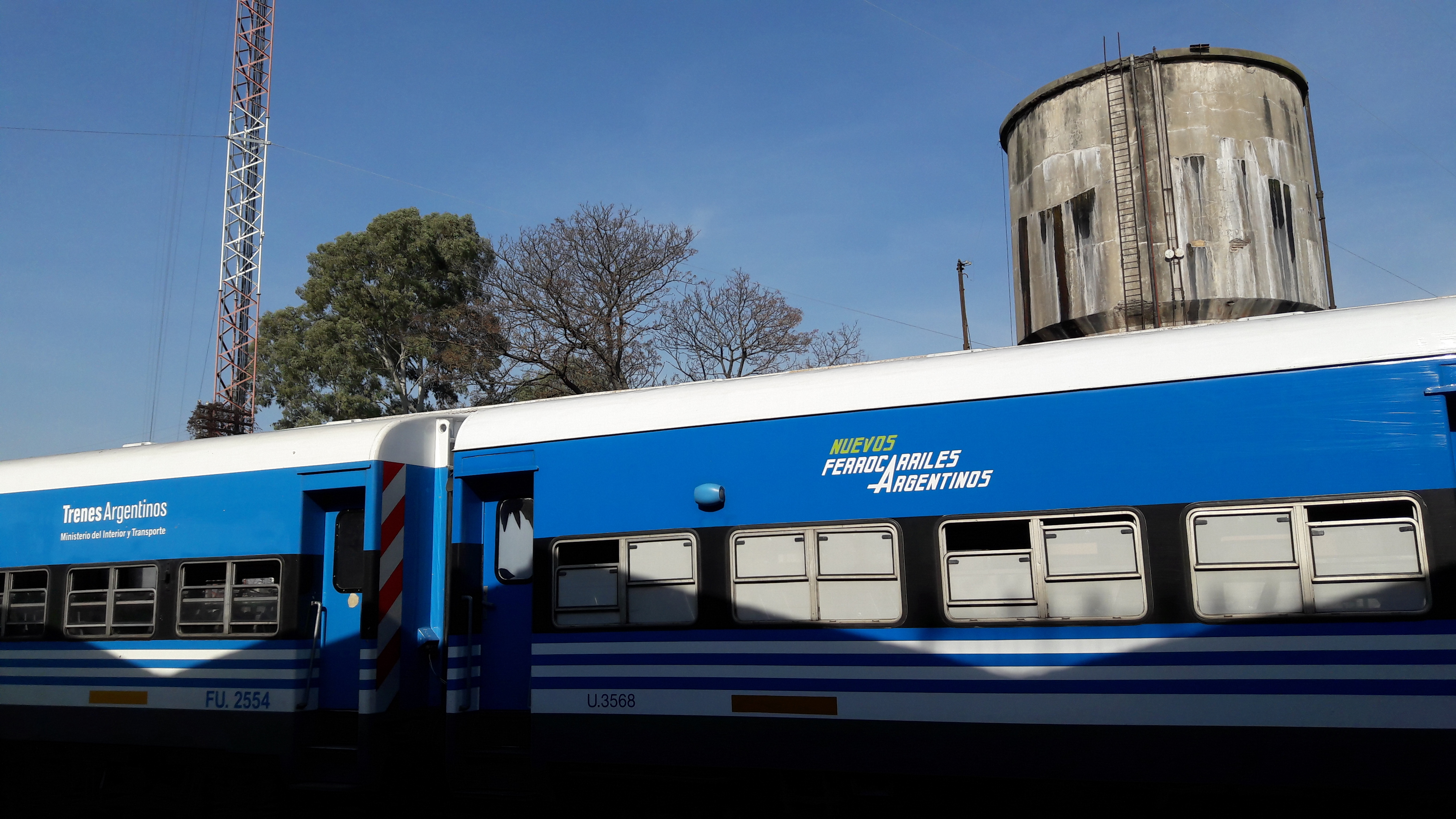
Tren en la estación Luján de la línea Sarmiento con el logo de Nuevos Ferrocarriles Argentinos.

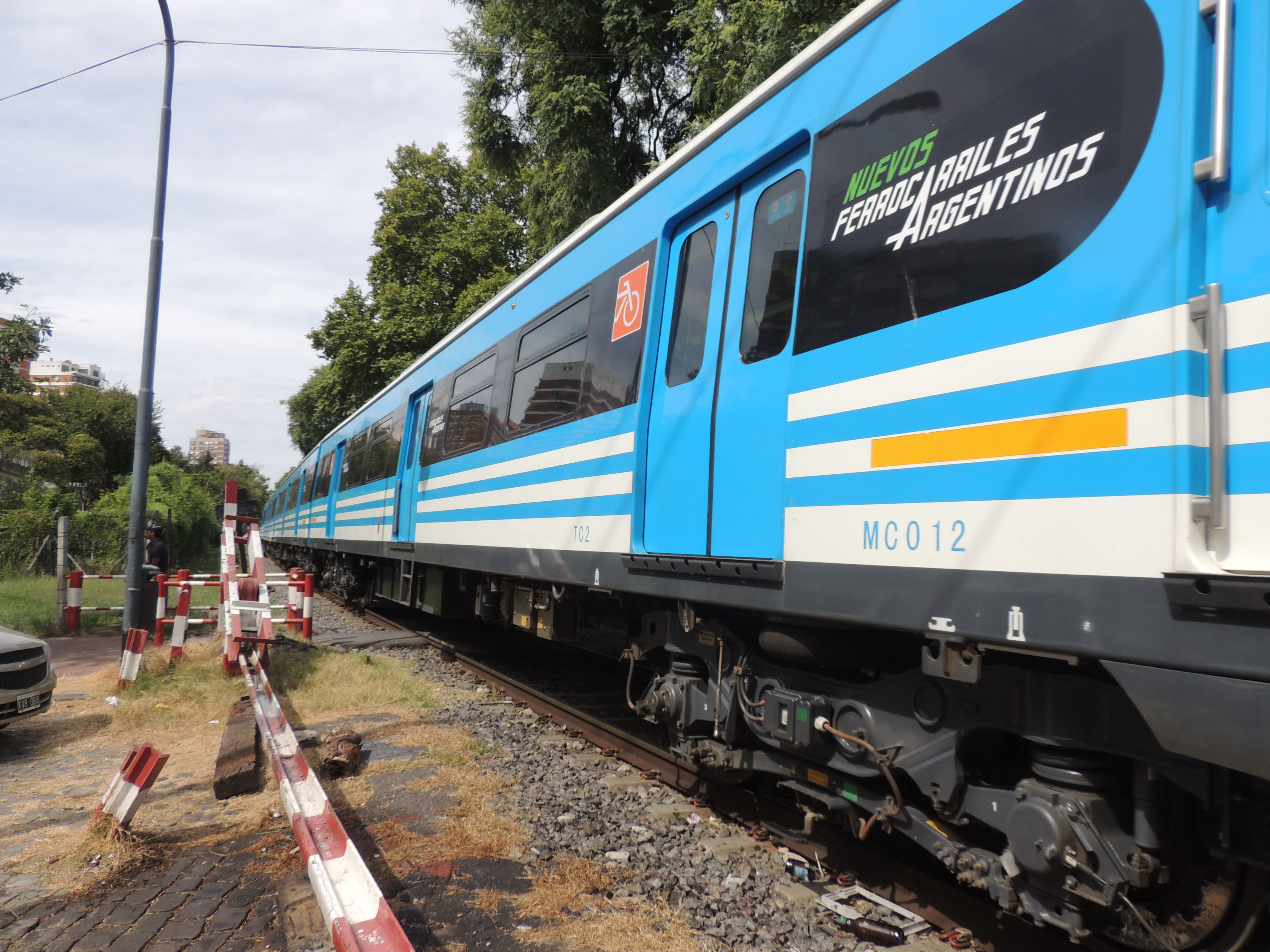
Tren llegando a la estación Belgrano R de la línea Mitre con el logo de Nuevos Ferrocarriles Argentinos.

Ferrocarriles Argentinos Sociedad Anónima engloba a las distintas empresas que hasta 2015 gestionaban distintas áreas del sistema ferroviario argentino: Trenes Argentinos Infraestructura (ADIF), Trenes Argentinos Operaciones (SOFSA) y Trenes Argentinos Cargas (BCyL). Su directorio está integrado por siete (7) miembros: un (1) representante de la Secretaría de Transporte, los tres (3) presidentes de las empresas públicas ferroviarias (ADIF, SOFSA, BCyL), y tres (3) representantes designados por la Secretaría de Transporte que serán propuestos dos (2) por las organizaciones gremiales inscriptas y representativas del sector ferroviario y uno (1) por las asociaciones de usuarios y consumidores.

## Funciones y competencias
Su tarea es integrar y articular las funciones y competencias asignadas a Trenes Argentinos Operaciones, Administración de Infraestructuras Ferroviarias y Belgrano Cargas y Logística, y las funciones y competencias transferidas tras la disolución de Trenes Argentinos Capital Humano (Archivo General Ferroviario, Centro Nacional de Capacitación Ferroviaria y Taller Ferroviario -Junín-, en el ámbito del sistema ferroviario).

## Centro Nacional de Desarrollo e Innovación Ferroviaria
El Ministro de Transporte de la Nación mediante la Resolución 289 del 3 de diciembre de 2020 creó el Centro Nacional de Desarrollo e Innovación Ferroviaria (CENADIF), un activo invaluable para el progreso nacional, que contiene en su misión impulsar el desarrollo tecnológico e industrial del Sistema Ferroviario con la colaboración, integración y participación de la industria ferroviaria; jurisdicciones, entidades e instituciones públicas y privadas y las Universidades.
La Ley 27.132 consagra entre los principios de la política ferroviaria a la incorporación de nuevas tecnologías y modalidades de gestión que contribuyan al mejoramiento de la prestación del servicio ferroviario; la creación del CENADIF representa un factor imprescindible para el progreso nacional, y por añadidura, para cumplir con los principios de la política ferroviaria nacional fijados por la Ley. 
La medida se sustenta en la necesidad de promover el desarrollo tecnológico e industrial del Sistema Ferroviario Nacional a través de proyectos especiales, soluciones técnicas, asistencia técnica y cualquier otro tipo de iniciativa que promueva la mejora constante del sistema, y el fomento de la industria nacional a través del desarrollo de una cadena de valor local.

## Mesas de trabajo
Con el objetivo de trabajar en forma segmentada cada área de FASA, se establecieron diferentes mesas en las que participan representantes de las empresas, asociaciones sindicales y otras instituciones para articular y coordinar políticas públicas en común.

### Integridad
El Comité de Integridad fue creado con el objetivo de trabajar en forma mancomunada en los temas de Integridad, compartir experiencias y fortalecerse mutuamente. Participan representantes de Trenes Argentinos Cargas; Trenes Argentinos Infraestructura y Trenes Argentinos Operaciones.

### Políticas de género y diversidades
Creada para coordinar a las empresas comprendidas en la Ley 27.132 respecto de la incorporación de la perspectiva de géneros y diversidades en los programas, planes y proyectos del sector, y en la implementación de acciones de monitoreo, prevención y abordaje de toda forma de discriminación y violencia hacia las mujeres y las diversidades en el ámbito de competencia del Sistema Ferroviario Nacional.
Está integrada por representantes de Trenes Argentinos Cargas; Trenes Argentinos Operaciones; Trenes Argentinos Infraestructura; las asociaciones de usuarios y consumidores; y las asociaciones sindicales.

### Accesibilidad
Establece procedimientos específicos para la adecuación de la infraestructura de las estaciones ferroviarias al cumplimiento de las normas para el acceso y desplazamiento de personas con discapacidad. Las tareas de la mesa no implican una mengua en las atribuciones y competencias de cada uno de los actores integrantes.
Participan de la misma representantes de Trenes Argentinas Operaciones; Trenes Argentinos Infraestructura; la Comisión Nacional de Regulación del Transporte; la Subsecretaria de Transporte Ferroviario; y los representantes de usuarios y consumidores.

### Ambiente y desarrollo sostenible
Tiene como objetivo que de forma sistémica y estructural sea contemplada la variable ambiental, no sólo por los potenciales daños que la actividad ferroviaria pueda generar sobre el ambiente, sino también, para atender los riesgos que -desde el entorno- pueden generarse afectando gravemente la prestación segura y eficiente del servicio ferroviario y la de los trabajadores y trabajadoras que se desempeñen en este.
En el marco de la Mesa se acuerdan y articulan políticas y acciones concretas que permiten minimizar los impactos y contar y potenciar las externalidades positivas que tiene el modo ferroviario en el ambiente y, asimismo, atender con suficiente grado de previsión los riesgos que desde el entorno se proyectan sobre la seguridad operacional.
Participan representantes de Trenes Argentinos Infraestructura; Trenes Argentinos Cargas; Trenes Argentinos Operaciones; la Comisión Nacional de Regulación del Transporte; la Subsecretaría de Transporte Ferroviario; y la Dirección de Impacto Ambiental de la secretaría de Transporte.

### Articulación y coordinación para la planificación de la capacitación ferroviaria
Su objetivo es analizar y discutir las modalidades bajo las cuales se han implementado y se implementan las acciones formativas destinadas a las y los trabajadores ferroviarios, en pos de responder a los desafíos de la formación profesional para mejorar la eficiencia, productividad y seguridad del Sector en este momento de crecimiento y de profundos cambios tecnológicos.
Asimismo, se procura aunar esfuerzos para colaborar y participar en el diseño e implementación de un sistema de formación continua para el sector ferroviario, cuyas líneas directrices serán:
a) Compatibilizar los objetivos, contenidos, metodologías, materiales didácticos, y los criterios de evaluación y de certificación utilizados para la formación profesional de las y los trabajadores del sistema.
b) Construir trayectos formativos que contribuyan a la promoción personal y profesional de las y los trabajadores y los Sindicatos del Sector.
c) Certificar y validar saberes y experiencias que permitan la transversalidad de los puestos de trabajo.
d) Establecer una política y acciones de fortalecimiento de las estructuras y/o componentes de capacitación de cada una de las partes que participen en este sistema.
Participan de la Mesa representantes de Trenes Argentinos Infraestructura; Trenes Argentinos Cargas; Trenes Argentinos Operaciones; la Subsecretaría de Transporte Ferroviario; de las asociaciones gremiales La Fraternidad y Unión Ferroviaria.

### Articulación para la planificación estratégica de la optimización de las frecuencias
Articula el estudio de las acciones, estrategias y proyectos a implementar para la optimización de los servicios en las distintas líneas de pasajeros e identificar las inversiones que se traduzcan en una mejora de sus tiempos de viaje, frecuencias y calidad, de manera de definir su alcance y plazos para poder efectivizarlas.
Participan representantes de Trenes Argentinos Operaciones; Trenes Argentinos Infraestructura; la Subsecretaría de Transporte Ferroviario; la Subsecretaría de Gestión Administrativa; y las asociaciones sindicales La Fraternidad y Unión Ferroviaria.

### Articulación de políticas de innovación tecnológica
Articula y coordina políticas de innovación en materia ferroviaria por parte de los grandes operadores del sistema ferroviario argentino. En el marco de la Mesa se acordó impulsar la creación de un Centro Nacional de Desarrollo e Innovación Ferroviaria (CENADIF), el cual tiene como misión impulsar la innovación y el desarrollo tecnológico e industrial en el sector ferroviario, con la colaboración, integración y participación de la industria ferroviaria; jurisdicciones, entidades e instituciones públicas y privadas y las Universidades.
Participan de la mesa representantes de Trenes Argentinos Cargas; Trenes Argentinos Operaciones; Trenes Argentinos Infraestructura; la Comisión Nacional de Regulación del Transporte; la Subsecretaria de Transporte Ferroviario; la Subsecretaría de Proyectos Estratégicos y Desarrollo Tecnológico del Ministerio de Transporte de la Nación; y las asociaciones gremiales Unión Ferroviaria y La Fraternidad.

### Políticas contables, impositivas y presupuestarias
Creada para proponer, articular y coordinar políticas y acciones- dentro del grupo económico- que faciliten la aplicación de similares normas contables relacionada con el reconocimiento y medición de activos, pasivos y resultados, de modo de contar criterios financieros y contables homogéneos y armonizados en el grupo societario que faciliten la gestión del mismo en este aspecto.
Asimismo, realiza análisis de los Estados Contables anuales (Ejercicio 2019 en adelante) de Trenes Argentinos Infraestructura, Trenes Argentinos Operaciones y Trenes Argentinos Cargas, previo al Directorio de FASE que les da tratamiento.
También busca propender a la conciliación de saldos y transacciones entre las sociedades cuyos estados contables fueron consolidados, así como los resultados no trascendidos a terceros.
Participan de la mesa representantes de Trenes Argentinos Cargas; Trenes Argentinos Operaciones; Trenes Argentinos Infraestructura; la Subsecretaría de Transporte Ferroviario; y la Comisión Fiscalizadora de FASA.

### Articulación para la gestión de activos físicos
Tiene como objetivo articular en las cuestiones atinentes a la gestión de los bienes inmuebles que conforman el Sistema Ferroviario, su individualización -sin perjuicio de las competencias asignadas a las sociedades y organismos que correspondan, como así́ también las responsabilidades de los Concesionarios-; así como la generación de un mecanismo que permita contar, en particular a la Secretaría de Articulación Interjurisdiccional, con información actualizada sobre los contratos, permisos y/o cualquier acto o negocio jurídico que tenga por objeto a bienes inmuebles ferroviarios, se encuentren o no afectados a la operación de los servicios, excluyendo en estos casos a los contratos de obra.
Participan representantes de Trenes Argentinos Operaciones; Trenes Argentinos Infraestructura; Trenes Argentinos Cargas; la Subsecretaría de Transporte Ferroviario; y la Secretaría de Articulación Interjurisdiccional del Ministerio de Transporte de la Nación.

### Abordaje de intrusiones y asentamientos en zonas operativas ferroviarias
La Mesa para el Abordaje de Intrusiones y Asentamientos en Zonas Operativas Ferroviarias tiene como objetivo tres ejes de acción:
1) Abordaje de zonas prioritarias en función del riesgo.
2) Protocolo de Acción frente a asentamientos e intrusiones en predios ferroviarios.
3) Estrategia legal para eventuales nuevos asentamientos e intrusiones.
Dado el crecimiento de las intrusiones y asentamientos en zonas operativas para la prestación de los servicios ferroviarios, constituyendo situaciones de extremo riesgo para la vida e integridad de las personas que por diversos motivos habitan dichas zonas operativas.
Participan de la misma representantes de Trenes Argentinos Cargas; Trenes Argentinos Operaciones; Trenes Argentinos Infraestructura; la Subsecretaría de Transporte Ferroviario; la Comisión Nacional de Regulación del Transporte; la Junta de Seguridad del Transporte; el Ministerio de Desarrollo Social y el Ministerio de Desarrollo Territorial y Hábitat.

### Articulación de compras ferroviarias y desarrollo industrial
Su fin es articular acciones que permitan al Ministerio de Desarrollo Productivo conocer la previsión de compras y contrataciones de las empresas estatales ferroviarias para el desarrollo e impulso de la industria local garantizando condiciones de precio, volumen, cantidad y calidad.
Asimismo, promover la coordinación de acciones de mediano y largo plazo en donde se le anticipe al sector privado los planes de contratación de las operadoras y se acuerden condiciones de inversión y de oferta, con el apoyo de los regímenes de regulación y de promoción industrial.
Participan de la misma representantes de Trenes Argentinos Infraestructura; Trenes Argentinos Cargas; Trenes Argentinos Operaciones; la Subsecretaría de Transporte Ferroviario y el Ministerio de Desarrollo Productivo de la Nación.

### Articulación con la Junta de Seguridad del Transporte
Su fin es, en primer lugar, poner en conocimiento de las empresas y organismos del sistema ferroviario, las misiones y funciones de la Junta de Seguridad del Transporte y, en función de ello, establecer una agenda de trabajo conjunta que permita articular temáticas tales como reporte de sucesos, prevención de riesgos, planes de emergencia ante accidentes, estadísticas, y otros.
Participan representantes de Trenes Argentinos Operaciones; Trenes Argentinos Infraestructura; Trenes Argentinos Cargas; la Subsecretaría de Transporte Ferroviario; las concesionarias de cargas FerroExpreso Pampeano, Ferrosur y Nuevo Central Argentino; las concesionarias de pasajeros Ferrovías y Metrovías; las asociaciones sindicales La Fraternidad y Unión Ferroviaria; y representantes de los operadores del Tren Patagónico, La Trochita y el Tren de las Nubes.

### Pasos Fronterizos
La República Argentina tiene una extensa red ferroviaria que se conecta con todos los países limítrofes. En ese orden de ideas, el Ministerio de Transporte se encuentra analizando proyectos estratégicos que podrían implicar reactivar actuales conexiones no operativas o procurar otras nuevas con los distintos países limítrofes, de las cuales intervienen los operadores ferroviarios argentinos.
Por ello, la Mesa de Pasos Fronterizos fue creada con el objetivo de generar un espacio para la articulación entre las sociedades ferroviarias estatales con competencia en la materia, la Comisión Nacional de Regulación del Transporte, la Secretaría de Planificación del Transporte y la Subsecretaria de Transporte Ferroviario, en las posibles acciones a implementarse vinculada a pasos fronterizos y corredores de integración.

## Autoridades
| N.º | Presidente                      | Partido                                       | Partido               | Periodo                                          | Presidente                                      |
| --- | ------------------------------- | --------------------------------------------- | --------------------- | ------------------------------------------------ | ----------------------------------------------- |
| 1   | Ignacio José Casasola           |                                               | Partido Justicialista | 3 de noviembre de 2015 - 20 de diciembre de 2015 | Cristina Fernández de Kirchner                  |
| 2   | Marcelo Enrique Orfila          |                                               | Propuesta Republicana | 21 de diciembre de 2015 - 4 de agosto de 2016    | Mauricio Macri                                  |
| 4   | Guillermo Luis Fiad             |                                               | Propuesta Republicana | 5 de agosto de 2016 - 27 de agosto de 2018       | Mauricio Macri                                  |
| 5   | Álvaro Lucas Fernández Aparicio |                                               | Propuesta Republicana | 28 de agosto de 2018 - 21 de enero de 2019       | Mauricio Macri                                  |
| 6   | Martin Gabriel Ferreiro         |                                               | Independiente         | 22 de enero de 2019 - 10 de diciembre de 2019    | Mauricio Macri                                  |
| 6   | Martin Gabriel Ferreiro         | 10 de diciembre de 2019 - 11 de junio de 2021 | Independiente         | Alberto Fernández                                |                                                 |
| 7   | Rodrigo Rufeil                  |                                               | Partido Justicialista | Alberto Fernández                                | 25 de junio de 2021 - 1 de febrero de 2022      |
| 8   | Damián Contreras                |                                               | Frente Renovador      | Alberto Fernández                                | 10 de febrero de 2022 - 10 de diciembre de 2023 |
| 9   | Pablo Martorelli (interino)     |                                               | Independiente         | 10 de diciembre de 2023 - 2 de febrero de 2024   | Javier Milei                                    |
| 10  | Pedro Moisés Hadida             |                                               | Propuesta Republicana | 2 de febrero de 2024 - 16 de abril de 2024       | Javier Milei                                    |
| 11  | Patricio Quinto José Gilligan   |                                               | Independiente         | 18 de abril de 2024 - 12 de julio de 2024        | Javier Milei                                    |
| 12  | Luis Federico Canedi            |                                               | Independiente         | 12 de julio de 2024 - Actualidad                 | Javier Milei                                    |